# لحيمر
قرية لحيمر هي إحدى القرى التابعة لمركز الدلنجات في محافظة البحيرة في جمهورية مصر العربية. حسب إحصاءات سنة 2006، بلغ إجمالي السكان في لحيمر 1800 نسمة، منهم 904 رجل و896 امرأة.